# Ansar Al-Sharia (Iemen)
Ansar Al-Sharia (en àrab: جماعة أنصار الشريعة) és una organització paraigua basada al Iemen, que inclou unitats de diversos grups militants islamistes, com Al-Qaida de l'Península Aràbiga, després de la batalla de Zinjíbar, la facció va prendre el control sobre algunes ciutats del sud del Iemen. Ansar Al-Sharia també ha reivindicat la seva responsabilitat per l'atemptat que va tenir lloc a Sanà el 2012, i per un altre atemptat que tingué lloc a Sanà el 2013.
El 4 d'octubre de 2012, el Departament d'Estat dels Estats Units va modificar la seva llista d'organitzacions terroristes estrangeres per designar Ansar Al-Sharia del Iemen com una filial d'al-Qaida a la Península Aràbiga, en lloc d'enumerar-ho com una entitat separada. El mateix dia, el grup també va ser llistat pel Comitè de les Nacions Unides. Nova Zelanda també va declarar a l'organització Ansar Al-Sharia com un grup terrorista.
Al febrer de 2015, es va informar que els membres del grup havien desertat d'Al-Qaida, i que havien promès lleialtat a l'organització anomenada Estat Islàmic de l'Iraq i el Llevant.